# Krigsåret 1769

## Pågående krig
- Korsikanska upproret (Korsika) (1755-1769[1]

- Rysk-turkiska kriget (1768-1774)[2]
  - Osmanska riket på ena sidan.
  - Ryssland på andra sidan.

### Fotnoter
1. ↑  ”WHKMLA”. http://www.zum.de/whkmla/military/18cen/corsica17551769.html. Läst 30 juni 2011.
2. ↑  ”WHKMLA”. http://www.zum.de/whkmla/military/18cen/russturk176874.html. Läst 30 juni 2011.